# Ocotea loefgrenii
Ocotea loefgrenii là loài thực vật có hoa trong họ Nguyệt quế. Loài này được Vattimo-Gil miêu tả khoa học đầu tiên năm 1962.